# En välsignelse
En välsignelse är Toni Morrisons nionde roman, utgiven 2008. Boken utgavs på svenska samma år, i översättning av Kerstin Hallén. En välsignelse behandlar slaveriets Amerika då nationen fortfarande var ung. The New York Times utsåg boken till en av 2008 års tio bästa böcker.

## Handling
Handlingen utspelar sig på Jacob Vaarks farm i norra Virginia.
Jacob Vaark och hans hustru Rebekka är barnlösa. För att lindra Rebekkas ensamhet bestämmer sig Jacob för att ta emot en liten slavflicka, Florens. Jacob har emellertid motstridiga känslor inför detta då han egentligen motsätter sig handel med människor.
När Rebekka drabbas av smittkoppor 1692 skickas Florens, som nu har hunnit bli 16 år gammal, att finna en läkare. Resan kommer att förändra hennes liv. 

## Karaktärer
- Florens, en slavflicka. Jobbar för Jacob.
- Lina, en indianflicka. Jobbar för Jacob.
- Sorg, en slavflicka. Blir gravid i elvaårsåldern efter att ha blivit utsatt för en våldtäkt.
- Jacob Vaark, farmägare och tillika slavägare. Han är agent för Västindiska kompaniet och trots att han avskyr handeln med människor så har han slavar.
- Rebekka Vaark, Jacobs hustru. Hon är av engelskt ursprung.
- Florens mor, lämnade bort Florens som litet barn, något som dottern visar oförståelse inför.

## Mottagande
En välsignelse fick ett gott mottagande när den utkom. The New York Times utsåg boken till en av 2008 års tio bästa böcker. I Sverige skrev Dagens Nyheter: "Nobelpristagaren från 1993 tillhör de författare som får allt större betydelse med åren." Svenska Dagbladet berömde romanens personporträtt: "Det är framför allt porträtten av kvinnorna på Jacobs farm som skänker ”En välsignelse” dess beundransvärda styrka som människoskildring."